# Pelusios bechuanicus
Pelusios bechuanicus là một loài rùa trong họ Pelomedusidae. Loài này được Fitzsimons mô tả khoa học đầu tiên năm 1932.